# 富寧安
富寧安（穆麟德轉寫：funingga，？—1728年），滿洲镶蓝旗人，富察氏，清朝政治人物、阿兰泰之子。
侍卫出身，康熙四十四年（1705年），为正黄旗汉军都统，四十六年（1707年）任左都御史。康熙四十七年五月乙酉（1708年6月27日），接替凱音布，擔任清朝禮部尚書，康熙四十八年三月己亥（1709年5月7日）改吏部尚書。由穆和倫接任。五十六年（1717年），为靖逆将军，驻守巴里坤，讨伐准噶尔策妄阿拉布坦。雍正帝即位，康熙六十一年十二月（1722年），为武英殿大学士。雍正四年（1726年），封一等侯，转任西安将军，后被削爵，六年（1728年）七月在西安病死。谥号文恭。